# Adria Tour 2020
Die Adria Tour 2020 war eine Turnierserie im Tennis, die vom Weltranglistenersten Novak Đoković während der COVID-19-Pandemie ins Leben gerufen wurde. Es wurde geplant, die Wettkämpfe an vier Wochenenden zwischen dem 12. Juni und 5. Juli in Serbien, Kroatien, Montenegro und Bosnien und Herzegowina auszutragen. Der Erlös der Zuschauereinnahmen sollte verschiedenen Wohltätigkeitsorganisationen zugutekommen. Aufgrund zahlreicher Infektionen mit dem Coronavirus wurde die Tour am 23. Juni 2020 nach der zweiten Station im kroatischen Zadar abgebrochen. Das dortige Finale fand ebenfalls nicht statt.

## Modus
Je acht Teilnehmer gingen an jeder Station, in zwei Gruppen aufgeteilt, an den Start. Innerhalb der Gruppen spielte jeder gegen jeden. Es wurde im Best-of-three Modus gespielt, wobei im Gegensatz zu offiziellen Turnieren der ATP Tour im Fast4-Tennis-Format gespielt wurde. Beim Stand von 3:3 kam es zu einem Tie-Break. Jeder Spieler bestritt am ersten Wettkampftag zwei Gruppenspiele. Am zweiten Tag folgte das abschließende Gruppenspiel und ggf. das Finalspiel, für welches sich die jeweils ersten beider Gruppen qualifizierten.

## Austragungsorte und Termine
Die offiziellen Wettkämpfe fanden, mit Ausnahme der letzten Station in Banja Luka, immer samstags und sonntags statt. Zum Auftakt in Belgrad wurde ein Exhibition-Mixed-Doppel gespielt. Auch zum Abschuss kam es in Sarajevo ein Exhibition-Match zwischen Novak Đoković und Damir Džumhur. Am 13. Juni wurde bekanntgegeben, dass die Wettbewerbe in Montenegro nicht stattfinden. In einer Stellungnahme gaben die Organisatoren bekannt, dass aufgrund der Coronafälle die Adria-Tour nicht fortgesetzt wird.
| Austragungsort | Belgrad           | Zadar             | Montenegro        | Banja Luka             | Sarajevo               |
| -------------- | ----------------- | ----------------- | ----------------- | ---------------------- | ---------------------- |
| Termin         | 12.–14. Juni 2020 | 20.–21. Juni 2020 | 27.–28. Juni 2020 | 3.–4. Juli 2020        | 5. Juli 2020           |
| Sieger         | Dominic Thiem     | nicht ausgespielt | abgesagt          | Tour vorzeitig beendet | Tour vorzeitig beendet |

## Coronafälle
Am 21. Juni 2020 machte Grigor Dimitrow, der bei der ersten Station in Belgrad sowie ein Spiel bei der zweiten Station in Zadar gespielt hatte, publik, dass er nach seiner Rückkehr an seinen Wohnort Monte Carlo positiv auf das Coronavirus getestet worden war. Das Finale in Zadar wurde daraufhin abgesagt. Alle in die Organisation involvierten Personen sowie die Spieler würden keine Symptome zeigen und man habe stets die epidemiologischen Empfehlungen befolgt, heißt es von den Organisatoren in einer Stellungnahme.
Nur kurze Zeit später wurde bekannt, dass sich auch Borna Ćorić mit COVID-19 infiziert hatte. Im Gegensatz zu Dimitrow hatte er allerdings nur an der Station in Zadar teilgenommen, während Dimitrow auch in Belgrad an den Start gegangen war. Außerdem sollen sich zwei Trainer mit dem Virus infiziert haben. Laut serbischen Medienberichten soll der Initiator Novak Đoković einen eigenen COVID-19-Test zunächst verweigert haben. Am Morgen des 23. Juni 2020 wurde bekannt, dass mit Viktor Troicki ein dritter Teilnehmer der Adria Tour positiv auf das Virus getestet worden ist. Am Mittag desselben Tages wurde auch die Infektion von Turnierinitiator Novak Đoković bekannt. Auch seine Frau Jelena wurde positiv auf COVID-19 getestet, während die Kinder des Paares negative Testergebnisse erhielten.
Der deutsche Teilnehmer Alexander Zverev begab sich trotz eines negativen Test in Selbst-Quarantäne und entschuldigte sich in den sozialen Netzwerken „bei jedem [...], den ich mit meiner Teilnahme an dieser Tour in ein mögliches Risiko versetzt habe“.

## Erste Station in Belgrad
Zum Auftakt der Adria Tour fand am 12. Juni 2020 ein Exhibition-Mixed-Doppel statt, bei dem der Initiator Novak Đoković gemeinsam mit der ehemaligen serbischen Tennisspielerin Jelena Janković gegen Olga Danilović und Nenad Zimonjić antrat. Außerdem traten die Pianistin Lola Astanova sowie der serbische Geigenspieler Nemanja Radulović auf. Auch die Trainer der beiden großen Fußballklubs in Belgrad Dejan Stanković (Roter Stern) und Savo Milosevic (FK Partizan) wohnten der Veranstaltung zum Auftakt der Adria Tour bei.

### Spielplan
Ausgetragen wurden die Wettkämpfe mit Zuschauern, was in Zeiten der COVID-19-Pandemie für Kritik sorgte.

#### Gruppe Novak Đoković
Ergebnisse
| Datum      | Spieler          | Spieler          | Ergebnis        |
| ---------- | ---------------- | ---------------- | --------------- |
| 13.06.2020 | Novak Đoković    | Viktor Troicki   | 4:1, 4:1        |
| 13.06.2020 | Alexander Zverev | Filip Krajinović | 0:4, 4:35, 4:32 |
| 13.06.2020 | Novak Đoković    | Filip Krajinović | 4:2, 2:4, 1:4   |
| 13.06.2020 | Viktor Troicki   | Alexander Zverev | 1:4, 1:4        |
| 14.06.2020 | Filip Krajinović | Viktor Troicki   | 4:0, 4:35       |
| 14.06.2020 | Novak Đoković    | Alexander Zverev | 4:0, 1:4, 4:2   |

Tabelle
| Pos. | Spieler          | Matches | Sätze | Spiele |
| ---- | ---------------- | ------- | ----- | ------ |
| 1    | Filip Krajinović | 2:1     | 5:3   | 28:18  |
| 2    | Novak Đoković    | 2:1     | 5:3   | 24:18  |
| 3    | Alexander Zverev | 2:1     | 5:3   | 22:21  |
| 4    | Viktor Troicki   | 0:3     | 0:6   | 7:24   |

#### Gruppe Dominic Thiem
Ergebnisse
Nach seiner verletzungsbedingten Aufgabe im ersten Spiel gegen Dominic Thiem wurde Damir Džumhur fortan durch Nikola Milojević ersetzt.
| Datum      | Spieler         | Spieler          | Ergebnis        |
| ---------- | --------------- | ---------------- | --------------- |
| 13.06.2020 | Grigor Dimitrow | Dušan Lajović    | 4:32, 3:45, 4:1 |
| 13.06.2020 | Dominic Thiem   | Damir Džumhur    | 2:0 Aufg.       |
| 13.06.2020 | Grigor Dimitrow | Nikola Milojević | 1:4, 3:47       |
| 13.06.2020 | Dominic Thiem   | Dušan Lajović    | 1:4, 4:1, 4:36  |
| 14.06.2020 | Dušan Lajović   | Nikola Milojević | 3:40 Aufg.      |
| 14.06.2020 | Dominic Thiem   | Grigor Dimitrow  | 4:32, 4:36      |

Tabelle
| Pos. | Spieler          | Matches | Sätze | Spiele |
| ---- | ---------------- | ------- | ----- | ------ |
| 1    | Dominic Thiem    | 3:0     | 4:1   | 19:14  |
| 2    | Nikola Milojević | 2:0     | 3:0   | 12:8   |
| 3    | Grigor Dimitrow  | 1:2     | 2:5   | 21:24  |
| 4    | Dušan Lajović    | 0:3     | 2:5   | 19:24  |

#### Finale
Das Finale wurde in der Abend-Session am Sonntag ausgetragen. Spielberechtigt waren jeweils die Gruppensieger der beiden Gruppen.
| Datum      | Spieler          | Spieler       | Ergebnis       |
| ---------- | ---------------- | ------------- | -------------- |
| 14.06.2020 | Filip Krajinović | Dominic Thiem | 3:42, 4:2, 2:4 |

## Zweite Station in Zadar
Die Wettkämpfe im kroatischen Zadar fanden am 20. und 21. Juni 2020 statt.

### Spielplan

#### Gruppe Novak Đoković
Ergebnisse
| Datum      | Spieler         | Spieler         | Ergebnis   |
| ---------- | --------------- | --------------- | ---------- |
| 20.06.2020 | Grigor Dimitrow | Borna Ćorić     | 1:4, 1:4   |
| 20.06.2020 | Novak Đoković   | Peđa Krstin     | 4:31, 4:1  |
| 20.06.2020 | Nino Serdarušić | Peđa Krstin     | 4:35, 4:31 |
| 20.06.2020 | Novak Đoković   | Borna Ćorić     | 4:1, 4:31  |
| 21.06.2020 | Borna Ćorić     | Peđa Krstin     | 4:34, 4:32 |
| 21.06.2020 | Novak Đoković   | Nino Serdarušić | 4:1, 4:33  |

Tabelle
| Pos. | Spieler         | Matches | Sätze | Spiele |
| ---- | --------------- | ------- | ----- | ------ |
| 1    | Novak Đoković   | 3:0     | 6:0   | 24:12  |
| 2    | Borna Ćorić     | 2:1     | 4:2   | 20:16  |
| 3    | Nino Serdarušić | 1:1     | 2:2   | 12:14  |
| 4    | Peđa Krstin     | 0:3     | 0:6   | 16:24  |

#### Gruppe Alexander Zverev
Ergebnisse
| Datum      | Spieler          | Spieler         | Ergebnis        |
| ---------- | ---------------- | --------------- | --------------- |
| 20.06.2020 | Alexander Zverev | Danilo Petrović | 3:42, 3:41      |
| 20.06.2020 | Andrei Rubljow   | Marin Čilić     | 4:35, 2:4, 4:1  |
| 20.06.2020 | Andrei Rubljow   | Danilo Petrović | 4:2, 4:1        |
| 20.06.2020 | Alexander Zverev | Marin Čilić     | 4:31, 0:4, 4:31 |
| 21.06.2020 | Alexander Zverev | Andrei Rubljow  | 2:4, 1:4        |
| 21.06.2020 | Marin Čilić      | Danilo Petrović | 2:4, 2:4        |

Tabelle
| Pos. | Spieler          | Matches | Sätze | Spiele |
| ---- | ---------------- | ------- | ----- | ------ |
| 1    | Andrei Rubljow   | 3:0     | 6:1   | 26:14  |
| 2    | Danilo Petrović  | 2:1     | 4:2   | 19:18  |
| 3    | Alexander Zverev | 1:2     | 2:5   | 15:26  |
| 4    | Marin Čilić      | 0:3     | 2:6   | 22:26  |

#### Finale
Das Finale sollte in der Abend-Session am Sonntag ausgetragen werden. Spielberechtigt waren jeweils die Gruppensieger der beiden Gruppen. Aufgrund der aktuellen Coronalage vor Ort wurde es jedoch kurzfristig abgesagt, ohne dass ein Sieger bestimmt wurde.
| Datum      | Spieler       | Spieler        | Ergebnis |
| ---------- | ------------- | -------------- | -------- |
| 21.06.2020 | Novak Đoković | Andrei Rubljow | Abgesagt |

## Geplante dritte Station in Montenegro
Am 13. Juni teilte der Turnierdirektor der Adria Tour Đorđe Đoković mit, dass keine Spiele in Montenegro stattfinden können. Die Veranstalter hätten sich nicht mit den lokalen Behörden einigen können, hieß es in einer Mitteilung, die auf der Homepage der Turnierserie veröffentlicht wurde. Haupthindernis war laut Đoković, dass serbische Staatsbürger immer noch nicht nach Montenegro einreisen können. Auch ein Ort für die Austragung sei nicht gefunden worden, obwohl die Veranstalter anboten alle für die Austragung notwendigen Materialien wie Stände oder auch den Sand für die Plätze mitzubringen. Ebenfalls war geplant Schiedsrichter und Linienrichter mit nach Montenegro zu bringen.

## Geplante vierte Station in Banja Luka
Aufgrund der Coronafälle im Umfeld der Adria Tour wurde diese vorzeitig beendet, sodass auch die Wettbewerbe in Banja Luka nicht ausgetragen wurden.

## Geplante fünfte Station in Sarajevo
Auch die letzte Station der Adria Tour 2020 in Sarajevo, bei der Novak Đoković und Damir Džumhur ein Show-Match austragen sollten, wurden aufgrund der Coronafälle, unter anderem von Đoković, abgesagt.

## Kritik im Vorfeld der Austragung
Für die Austragung des Events wurde Đoković zum Teil hart kritisiert. Unter anderem da er vor Beginn der Wettkämpfe in Serbien mit verschiedenen Teilnehmern ein Fußballturnier veranstaltete, bei denen die allgemein geltenden Maßnahmen gegen die Ausbreitung der COVID-19-Pandemie missachtet wurden. Auch begrüßte der Serbe ankommende Teilnehmer am Flughafen mit inniger Umarmung. Außerdem nahm Đoković nicht an einer Videokonferenz teil, in der über das weitere Vorgehen bezüglich der Fortsetzung der ATP und WTA Tour beraten wurde. Hieran äußerten unter anderem der Vizepräsident des Deutschen Tennis Bundes (DTB), Dirk Hordorff, und die US-Amerikanerin Danielle Collins scharfe Kritik.